# クイズゲーム
クイズゲームはコンピュータゲームにおけるジャンルの一つで、基本的には「クイズの問題が出題され、プレイヤーがそれに解答していくことで進行するタイプのゲーム」のことを指す。略称はQIZが使われることもある。
主にテレビのクイズ番組をゲーム化したものや、いわゆるギャルゲーや漫画・アニメのキャラクターを起用して作られたゲームがある。また、教育用の漢字・計算ゲーム・パズルなどもクイズゲームの一種として扱われることがある。

## 歴史
クイズゲームの歴史は思いのほか古く、世界初のアーケードテレビゲーム『コンピュータースペース』を出したナッチング・アソシエーツ社は、その前の1968年にエレメカ式のクイズゲーム『コンピュータークイズ』を出していた。その『コンピュータースペース』をきっかけに、アメリカではテレビゲーム事業が1973年頃から成功、翌74年には早くもクイズテレビゲーム『クイズショウ』が稼働された。これは日本にもセガ（後のセガ・インタラクティブ）経由で輸入されたが、問題文は全て英語だったため、日本で成功したかどうかは疑わしい。
現在日本で遊ばれている一般的なクイズゲームは、アーケードゲーム業界内では1983年3月にユニエンタープライズが発表した『コンピュータークイズ 頭の体操』を皮切りとし、総合的にあらゆるジャンルを扱うゲームメーカーの多くが独自のクイズゲームを開発した。当時のアーケードクイズゲームはクリアすると記念メダルや認定書が筐体から排出される物も多かった（『ドクターQ』『アメリカ横断ウルトラクイズ』等）。
1989年にクイズゲームのために新たなキャラクターや世界観を用意した『アドベンチャークイズ カプコンワールド』が登場。ヒットしたことにより、90年代初頭はドル箱と言われるほど人気となり、既存の漫画・アニメのキャラクターを起用したクイズゲームも開発されている。しかし、90年代後半はかつてほどの人気はなくなる。その理由について、作品自体の質の低下（キャラクターゲームやギャルゲーのゲーム部分において、安易にクイズを採用しただけの作品の増加）や、コストパフォーマンスの低さ（1クレジットに対するプレイ時間の短さ）を指摘する声があった。また後年の「定期更新型クイズゲーム」とは逆で、問題数に限りがあり変更も不可能であったため、人気が持続しないという部分も有った。
その後2003年に発売された、インターネットを利用した「定期更新型クイズゲーム」の『クイズマジックアカデミー』はタッチパネルセンサー、オンラインによる対戦、e-amusementシステムによりサーバーへ記録を保存、最新の話題や時事ものにまつわる問題の配信といった数々の新要素の搭載により、従来のクイズゲームにはない人気を獲得した。2012年11月には『クイズマジックアカデミー』が、19万7429問を収録する世界で一番問題数が多いトリビアビデオゲームとしてギネス世界記録に認定された。
大半は決められた選択肢から正解を選ぶ択一形式（おおむね二択・四択クイズ、○×クイズ）が多く、比較的問題を作りやすいといわれているが、近年は音声入力やタッチパネルを用いて直接文字を入力して回答するタイプのソフトも登場している。

## オリジナルのクイズゲーム（従来型）
- アドベンチャークイズ カプコンワールド
- カプコンクイズ ハテナ?の大冒険
- クイズ&バラエティすくすく犬福
- クイズH.Q.
- クイズ三國志 知略の覇者
- 毎日替わるクイズ番組 クイズ365
- クイズ スクランブルスペシャル
- クイズ大捜査線・クイズ迷探偵ネオ&ジオ クイズ大捜査線パート2
- クイズ DE 学園祭
- クイズDNAの反乱
- クイズ殿様の野望
- 苦胃頭捕物帳
- クイズなないろDREAMS 虹色町の奇跡
- クイズまるごとTheワールド
- クイズアベニュー
- クイズ日本昔話 アテナのハテナ
- クイズ宿題を忘れました（セガサターン『宿題がタントア～ル』に移植）
- クイズ廊下に立ってなさい!（セガサターン『廊下にイチダントアール』に移植）
- クイズゴーストハンター -『クイズ宿題を忘れました』『クイズ廊下に立ってなさい!』『クイズめくるめくストーリー』の問題を流用。
- 子育てクイズ マイエンジェル
- 熱答クイズチャンピオン
- 熱闘!激闘!クイズ島
- 爆裂クイズ魔Q大冒険
- 早押しクイズ 王座決定戦
- ルー大柴&細川ふみえ 早押しクイズ グランドチャンピオン大会
- 早押しクイズ 熱闘生放送
- THE クイズギアファイト!!
- クイズの星
- ファミリークイズ 4人はライバル
- 爆笑!!オールスター吉本クイズ王決定戦
- 森口博子のクイズでヒューヒュー
- ゆうゆのクイズでGO!GO!
- きらめきスターロード♪イントロ倶楽部♪
- 謎王
- 謎王pocket
- 超謎王
- iPod Quiz
- クイズ プロジェクトQ
- IQ PANIC
- ナゾラーランドスペシャル!!「クイズ王を探せ」
- カルトジャンプ
- パーティークイズ MEGA Q
- カルトマスター ウルトラマンに魅せられて
- 2TAX GOLD
- クイズキャラおけドン!
- クイズだらけの人生ゲーム
- 伝説のクイズ王決定戦
- このクイズ野郎っ!!
- SuperLite2500 クイズの旅～鉄道旅情編
- 「知識王」シリーズ トレインマスター - ジャンルは鉄道限定。
- なぞなぞ&クイズ一答入魂Qメイト!
- 青春クイズカラフルハイスクール
- クイズ ケータイQモード～MailもChatも恋しTel
- ウェディングラプソディ
- グルメバトルクイズ 料理王
- オンガクパラダイス
- ものしりクイズ おしゃべりまちゃ
- クイズ F1 1・2 フィニッシュ
- クイズドレミファグランプリ
- クイズ学問ノススメ
- クイズクエスト～姫と勇者の物語～
- クイズ人生劇場
- クイズシアター 3つの物語
- クイズ地球防衛軍
- クイズめくるめくストーリー - 『クイズ宿題を忘れました』『クイズ廊下に立ってなさい！』の問題を流用。
- クイズ&心理ゲーム クイズココロジー
- クイズ&ドラゴンズ
- カラオケクイズ イントロDonDon!
- 子育てクイズ マイエンジェル
- 開運クイズ 幸福の旅人
- QUIZがくえんパラダイス
- 学園パラダイス2 クイズ激烈すくらんぶる
- クイズでアイドル!ホットデビュー
- クイズ チャンネルクエスチョン
- クイズ ぱにくるファンタジー
- クイズ テレビ合衆国Q&Q
- ドラマティックアドベンチャークイズ キース＆ルーシィ
- 対戦早押しクイズ ハイホー
- 団地でクイズ 奥さん4択ですよ!
- みやすのんきのクイズ18禁
- TVショーキング
- SUPER QUIZ GAME "LIPS" ct.I,II,III,IV
- ぞうさんのクイズランド-SUPER QUIZ GAME LIPS5-
- ブレインバトルQ

## オリジナルのクイズゲーム（定期更新型）
オンラインによる対人プレイができ、また最新の話題や時事もの（ニュース・芸能・スポーツなど）にまつわる問題の追加や既に配信された問題の修正も可能。前述の通り、問題が定期的に更新されるので、ユーザーに飽きられることがないのも特徴。現在、「クイズゲーム」といった場合、これらを指す場合が多い。また、対人戦というシステムの関係で、一定回数の誤答による脱落（ゲームオーバー）というのは少なく、数問で1セットになった問題をすべて解くまではゲームオーバーにならないものが多い。
- クイズマジックアカデミー
- ネットワーク対戦クイズ Answer×Answer
- QuizKnock STADIUM

## オリジナルのクイズゲーム（ブラウザゲーム・スマートフォンアプリなど）
- クイズRPG 魔法使いと黒猫のウィズ
- みんなで早押しクイズ
- クイズバトルオンライン
- 知識検定 公式アプリ

(サービス終了)
- Q&Qアンサーズ
- クイズシューティング 不思議のコロナ王国
- 冒険クイズキングダム
- クイズ ふるふるご～すと
- チノクライシス
- トリビアサーガ
- 長戸勇人のクイズ道場
- クイズ セルフィマスター
- クイズバトル討鬼伝
- ソーシャルクイズゲーム　S.N.C.T.（サンクト）
- Quiz of Walkure
- 協力クイズRPG マギメモ
- 歌舞伎美人検定 〜目指せ千両役者〜
- クイズマジックアカデミーSP
- クイズマジックアカデミー ロストファンタリウム
- マチガイブレイカー
- 予言者育成学園 Fortune Tellers Academy

## 他ジャンルのゲームが原作のクイズゲーム
- 木づちだ クイズだ 源さんだ!(大工の源さん)
- クイズ キング・オブ・ファイターズ
- ときめきの放課後 ねっ★クイズしよ♥（ときめきメモリアル）
- プリンセスメーカーQ

## 漫画・アニメなどのキャラクターを起用したクイズゲーム
- クイズああっ女神さまっ ～闘う翼とともに～
- クイズ機動戦士ガンダム 問・戦士（ガンダムシリーズ）キャラクターや世界観だけでなく、出題される問題のジャンルまでもが、全てガンダムシリーズに関する問題で統一されている。
- クイズ クレヨンしんちゃん
- クイズ!! 美少女戦士セーラームーン 〜知力・体力・時の運〜
- 電脳学園III トップをねらえ!
- ちびまる子ちゃん クイズでピーヒャラ・ちびまる子ちゃん まる子デラックスクイズ

## ゲーム化された主なクイズ番組
- アメリカ横断ウルトラクイズ - ゲームの詳細はアメリカ横断ウルトラクイズ (コンピュータゲーム)を参照。
- 全国高等学校クイズ選手権
- カルトQ
- クイズ世界はSHOW by ショーバイ!!
- オールスター感謝祭
- クイズ$ミリオネア
- 史上最強のクイズ王決定戦
- なるほど!ザ・ワールド
- 脳内エステ IQサプリ
- パネルクイズ アタック25
- 平成教育委員会
- マジカル頭脳パワー!!
- ネプリーグ
- 100万円クイズハンター
- ジェスチャー、クイズ面白ゼミナール、連想ゲーム、ためしてガッテン（『NHK紅白クイズ合戦』収録）
- クイズ!ヘキサゴンII
- クイズプレゼンバラエティー Qさま!!
- 日立 世界・ふしぎ発見!

## 問題文を使わないクイズ型ゲーム
- ウォーリーをさがせ!（1992年、セガ、アーケードゲーム）- 制限時間内に画面中の一箇所にいるウォーリーを探すゲーム。お手つきをすると制限時間が大幅に減少し、無くなるとゲームオーバー。
- エジホン探偵事務所（1995年、セガ、アーケードゲーム）